# Alejandro Toquero
Alejandro Toquero Gil (Tudela, Navarra, 1979) es un periodista y político español que milita en Unión del Pueblo Navarro. Desde las elecciones municipales de 2019 en Navarra es alcalde de la ciudad de Tudela.

## Biografía
Alejandro Toquero nació en Tudela en 1979. Cursó sus estudios universitarios en la Universidad de Salamanca, donde se licenció de Ciencias de la Información. Trabajó como director de marketing en el grupo Sercom de Pamplona entre 2005 y 2009, después desempeñó el mismo puesto en el Grupo Hospitalario Quirón de Zaragoza entre abril de 2009 y agosto de 2011.
En agosto de 2011 se convirtió en el responsable de Comunicación y Marketing de la Consejería de Sanidad, Bienestar Social y Familia del Gobierno de Aragón. Ocupó el puesto hasta julio de 2015. En 2016 comenzó como director de Marketing y Comunicación en la empresa constructora Pavimentos de Tudela (PVT).

## Carrera política
Alejandro Toquero perteneció a las Juventudes Navarras (la sección juvenil de UPN), pero no se afilió a Unión del Pueblo Navarro hasta 2015.
Cuando el 3 de abril de 2018 UPN abrió un proceso de primarias para elegir la candidatura a la alcaldía de Tudela, Toquero se presentó. Inicialmente estaba previsto aceptar candidaturas hasta el 11 de abril para tener el proceso hasta el día 22; pero Alejandro Toquero fue el único candidato en presentarse, por lo que UPN dio por oficial su candidatura el 13 de abril.
El 12 de marzo de 2019, UPN se coaligó junto al PPN y la sección territorial de Ciudadanos en Navarra para crear la coalición política Navarra Suma (Na+). En la preparación de la lista de Navarra Suma a la alcaldía de Tudela, Alejandro Toquero, como candidato ya designado por UPN, encabezó la lista que Na+ presentó al consistorio. En los comicios, la coalición obtuvo prácticamente el 45 % de votos válidos y 11 de los 21 concejales en juego, por lo que la mayoría absoluta de la formación permitió investir alcalde a Toquero el 15 de junio de 2019.

### Primer término de alcalde (2019-2023)
Durante el lanzamiento del chupinazo de las fiestas de Santa Ana de 2018, lanzado por Edurne León, representante del movimiento feminista «Ribera Insumisa», hizo un discurso en castellano y euskera, aspecto que provocó quejas de miembros de formaciones políticas como UPN, dado que Tudela se encuentra en la zona no vascófona de Navarra. Con la llegada de Na+ y Toquero al consistorio, se decidió que el sistema de elección de quien tiraría el chupinazo en las fiestas volvería al anterior a la alcaldía de I-E, que habían hecho un sistema de elección por partidos de 2015 a 2018. Antes de la celebración de las fiestas de 2019, se anunció que sería UPN, la formación que por estar al frente Na+ y del ayuntamiento, elegiría cada año al lanzador del chupinazo.
Una de las promesas electorales fue la rehabilitación del estadio Ciudad de Tudela, hogar del Tudelano. La tardanza e inacción en la obra, así como otros problemas estructurales, llevó al club a acabar convirtiéndose en S.A.D. en la temporada 2020-21. Finalmente en 2022 el club es comprado por el empresario local Ramón Lázaro Martínez y la Junta anterior abandonó el proyecto de reforma del estadio que ya se estaba valorando en cerca de 5,2 millones de euros.
A lo largo del término, la concejalía de Urbanismo fue muy activa, destacando las obras de Sarasate, Capuchinos y Eza, la reurbanización de las calles en el Barrio de Lourdes, la calle Misericordia y Trinquete, la plaza de la Estación, el corredor verde, San Nicolás y el Humilladero. También destaca el nuevo transporte urbano y la nueva iluminación, además del asfaltado y pintado de numerosas calles. Todos estos cambios también han hecho que la partida de mantenimiento urbano se haya llegado a triplicar en algunos años.

### Elecciones de 2023
Con la llegada de las Elecciones municipales de España de 2023, Alejandro Toquero anunció su intención de presentarse a la reelección como alcalde, esta vez encabezando la lista de Unión del Pueblo Navarro, dado que la coalición Navarra Suma se había deshecho previamente. En su anuncio criticó la práctica habitual de ocupar un puesto, aunque sea bajo en la lista de la formación al Parlamento si ya se es candidato a una alcaldía diciendo que «Tudela exige el 100 %», una referencia directa a Carlos Pérez-Nievas, candidato a alcalde por Ciudadanos y a la vez candidato a la presidencia de Navarra por el mismo partido.
Tras las elecciones, los regionalistas de Toquero pudieron revalidar su mayoría absoluta en solitario, obteniendo los mismos concejales que tenía Na+, 11 de 21. Además, el PPN obtuvo el concejal perdido por Contigo Tudela, que obtuvo 6, en comparación a los 7 que había conseguido I-E en las elecciones de 2019. El PSN por su parte mantuvo sus 3 concejales.
Con la mayoría absoluta asegurada, Alejandro Toquero fue investido nuevamente como alcalde el 16 de junio de 2023.

### Segundo término de alcalde (2023-)
Un mes después de las elecciones, se anunció una subida salarial del 28% a los ediles liberados del consistorio, lo que supuso una subida de cerca de 55.000 € en comparación al presupuesto anterior. UPN calificó la subida de «moderada actualización» mientras que ediles de la oposición hicieron quejas. En el caso de Eneko Larrarte, exalcalde y concejal por Contigo Tudela negó que una subida de casi el 30 % pueda ser considerada «moderada».
En las ferias de las Fiestas de Santa Ana de 2022, se decidió retirarlas del casco urbano para ubicarlas en el polígono de La Barrena, al tiempo que anunciaba la futura construcción de un recinto ferial. En 2023 se repitió la situación y el alcalde Toquero volvió a anunciar el futuro recinto poniendo esta vez la fecha de 2024 para su construcción.
En diciembre de 2023, como respuesta a la moción de censura en Pamplona que sacó a la alcaldesa Cristina Ibarrola (UPN) de su cargo en favor del exalcalde de la localidad Joseba Asirón (EH Bildu) gracias al apoyo del PSN, Toquero retiró a la oposición de Tudela de los puestos de la Mancomunidad de La Ribera que preside su concejal, Fernando Ferrer Molina. Más tarde Contigo Tudela le acusó de preparar todo el movimiento para ocultar la subida de sueldo del presidente de la Mancomunidad.
A comienzos de 2024, se anunció una potente inversión en la Ciudad Agroalimentaria de Tudela para albergar una productora de microalgas. A finales de año, 2 de los 3 concejales del PSN en el consistorio, Eduardo Vidondo y Beatriz Ochoa, dimitieron sorpresivamente de sus cargos en el comienzo de los plenos sobre los presupuestos de 2025. Tan solo de informó de que ambas dimisiones eran por «motivos familiares y laborales».
El 20 de marzo de 2025 dimitió otro concejal, en esta ocasión fue Màrius Gutiérrez, de Contigo Tudela, y que ya había sido concejal entre 2019 y 2023 por Izquierda-Ezkerra. La dimisión fue motivada por razones éticas al descubrirse el cobro sin declarar de 600 euros por ejercer de guía turístico en 5 ocasiones, lo que hubiera supuesto un ingreso de unos 130 euros a la Hacienda Foral en caso de declararse. Además, en su dimisión aprovechó para afear la persecución política que dijo sufrir desde su despido del Consorcio Eder en 2023, declarado improcedente por la Justicia.